# C'era una volta... l'uomo
C'era una volta... l'uomo (titolazione e adattamento Rai e De Agostini) o anche Conosciamoci un po' - La grande storia dell'avventura umana (titolazione e adattamento Mediaset e distribuzione Dynit), il cui titolo originale è Il était une fois... l'Homme, è una serie televisiva a cartoni animati prodotta da Procidis, ideata e creata da Albert Barillé nel 1978 e composta da ventisei episodi, con musiche di Yasuo Sugiyama.
Il cartone fa parte di una collana di otto prodotti intitolata C'era una volta..., di cui costituisce la prima serie.

## Trama
La serie tratta della storia del genere umano iniziando dalla nascita della Terra, per poi attraversare nella narrazione i secoli e le principali civiltà, mediante la recitazione di un gruppo fisso di personaggi, sempre alle prese con situazioni diverse. Alla fine la serie immagina un futuro finalmente pacificato, dove l'uomo illuminato dalla tecnologia e dal sapere rimedia alla sua condotta sconsiderata.

## Sigla di testa
La prima trasmissione della serie, avvenuta sulle reti Rai, era accompagnata dalla sigla Io di più con parole di Giorgio Calabrese e voce di Lino Toffolo, su musica di Pippo Baudo e Pippo Caruso.
L'edizione successiva, della trasmissione sulle reti Mediaset, presenta la canzone Conosciamoci un po', scritta da Alessandra Valeri Manera e Massimiliano Pani e cantata da Cristina D'Avena.
La sigla originale francese è invece composta da un'interpretazione della toccata e fuga in Re minore di Johann Sebastian Bach, arrangiata dal compositore giapponese Yasuo Sugiyama, senza alcuna voce a contorno.

## Edizione italiana

### Trasmissione
In Italia il cartone animato è andato in onda per la prima volta a partire dal 1º gennaio 1981 sulle reti Rai con il doppiaggio curato da SEDIF, a cui ha partecipato anche la CVD. È stato poi ritrasmesso dalla Mediaset nel 1991, con un nuovo doppiaggio curato dalla Deneb Film di Milano su adattamento di Lucia Ambrosioni e Paolo Torrisi. Le repliche sono andate in onda anche su DeaKids dal giugno 2010 e su Hiro dall'aprile 2011.

### Doppiaggio
| Nome personaggio   | Nome personaggio        | Nome personaggio             | Doppiatore         | Doppiatore              | Doppiatore                   |
| Versione originale | Versione italiana (Rai) | Versione italiana (Mediaset) | Versione originale | Versione italiana (Rai) | Versione italiana (Mediaset) |
| ------------------ | ----------------------- | ---------------------------- | ------------------ | ----------------------- | ---------------------------- |
| Pierre             | Piero                   | Piero                        | Roger Carel        |                         | Flavio Arras                 |
|                    |                         | Narratore                    | Roger Carel        |                         | Karin Giegerich              |
| Maestro            | Maestro                 | Vecchio Maestro              | Roger Carel        |                         | Gianni Mantesi               |
| Pierrot            | Pierino                 | Pierino                      | Vincent Ropion     | Claudio Capone          | Davide Garbolino             |
| Petit-Gros         | Macistino               | Macistino                    | Vincent Ropion     |                         | Veronica Pivetti             |
| Le Gros            | Maciste                 | Maciste                      | Yves Barsacq       |                         | Stefano Albertini            |
| Pierrette          | Piera                   | Piera                        | Annie Balestra     | Alida Cappellini        | Serena Cantalupi             |
| Petite Pierrette   | Pieretta                | Pieretta                     | Annie Balestra     |                         | Deborah Magnaghi             |
| Le Nabot           | Nano                    | Birba                        | Patrick Préjean    |                         | Maurizio Scattorin           |
| Le Teigneux        | Tigna                   | Tigna                        | Claude Bertrand    |                         | Tony Fuochi                  |
| Petit Teigneux     | Tignetta                | Tignetta                     | Claude Bertrand    |                         | Paolo Torrisi                |

## Personaggi

I protagonisti della serie nel primo episodio

- Piero: marito di Piera e padre di Pierino e Pieretta, Piero è fisicamente alto, slanciato ed il suo carattere è abbastanza mite e tranquillo. Piero è il leader naturale, che appare in tutti gli episodi come un uomo probo e onesto pronto a far del bene ed aiutare chi ne ha bisogno.
- Piera: moglie di Piero e madre di Pierino e Pieretta, fisicamente è slanciata come Piero solo che lei porta lunghi capelli ricci e biondi (anche se in alcune versioni la si vede mora). Moglie fedele e madre premurosa, si preoccupa dei bisogni di tutti i membri della sua famiglia ma anche dei suoi amici.
- Pierino: figlio di Piero e Piera e fratello di Pieretta, è la versione in piccolo del padre. E dal padre ha ereditato anche l'intelligenza vispa e la curiosità per il mondo che lo circonda. Spesso lo si vede accompagnare il Vecchio Maestro nei suoi viaggi o fargli da assistente durante i suoi esperimenti.
- Pieretta: figlia di Piero e Piera e sorella di Pierino, lei somiglia più alla madre (anche se il colore dei capelli è di un giallo più chiaro rispetto ai capelli di Piera). Le sue apparizioni rispetto al fratello sono abbastanza ridotte.
- Maciste: il migliore amico di Piero, ha un fisico muscoloso e possente ed i capelli rossi e ricci. Come si può notare dalla sua stazza e dal nome che è stato scelto per lui, il punto forte di Maciste sono i muscoli ed è lui infatti che difende Piero e la sua famiglia dai nemici o dai prepotenti che vogliono approfittarsene. Tuttavia, molte volte finisce per cacciarsi nei guai a causa della sua irruenza. In alcuni episodi viene usato per rappresentare personaggi dalla forza enorme tra cui il personaggio biblico di Sansone.
- Macistino: figlio di Maciste nonché migliore amico di Pierino, lo segue sempre nelle sue scorribande e, quando l'amico è in difficoltà, cerca di aiutarlo anche perché è lui che usa i muscoli. È la versione ridotta di Maciste. Anche Macistino a volte si vede in compagnia del Vecchio Maestro in qualità di assistente.
- Tigna: il cattivo del gruppo. È l'esatto opposto di Maciste in quanto anche lui ha un fisico possente, ma lo usa per compiere azioni malvagie. A volte si scontra con Maciste, venendo puntualmente sconfitto. Ha un fisico possente con un'espressione perennemente corrucciata ed un lungo naso rosso. In alcuni episodi viene usato per rappresentare personaggi che hanno influito negativamente sulla storia, come Attila o Fernando Cortés ma anche il personaggio biblico di Golia.
- Birba (Nano nell'edizione Rai): il fedele compagno di Tigna, è l'opposto di Piero in quanto anche lui possiede un'intelligenza straordinaria ma la usa per scopi malvagi o per compiere sotterfugi per arricchirsi, ma è anche la cosiddetta "linea comica" in quanto finisce sempre per prenderle da Maciste o dallo stesso Tigna. Fisicamente è di statura bassa (nell'episodio Il secolo dei Lumi è stato addirittura scambiato per un ragazzino nonostante avesse dichiarato di avere 38 anni) con dei capelli rossi e un lungo naso rosso.
- Tignetta: il figlio di Tigna. Fisicamente è uguale al padre, con l'unica differenza che il naso Tignetta ce l'ha color carne. Viziato ed egoista, anche a Tignetta piace fare il prepotente con quelli più piccoli di lui nonostante alla fine sia sempre lui a rimetterci per le sue bravate (viene puntualmente picchiato da Macistino).
- Vecchio Maestro (Maestro nell'edizione Rai): il saggio del gruppo, uno strambo inventore dalla barba bianca che gli ha coperto praticamente tutto il corpo, che non si stanca mai nell'inventare aggeggi che, a suo dire, possono migliorare la vita delle persone (a lui nel cartone vengono attribuite le invenzioni della staffa, dell'orologio, della ghigliottina e dell'aspirapolvere). Tuttavia, molte invenzioni da lui create non sempre funzionano bene, oppure esplodono violentemente. Nell'episodio L'uomo del Quattrocento, il Vecchio Maestro è stato usato per spiegare la vita di Leonardo Da Vinci.

## Lista episodi
| n° | Titolo originale               | Titolo italiano De Agostini e Rai | Prima TV Francia  |
| -- | ------------------------------ | --------------------------------- | ----------------- |
| 01 | Et la terre fut...             | Nasce la Terra                    | 30 settembre 1978 |
| 02 | L'homme du Néandertal          | L'uomo di Neanderthal             | 7 ottobre 1978    |
| 03 | Le Cro-Magnon                  | L'uomo di Cro-Magnon              | 14 ottobre 1978   |
| 04 | Les vallées fertiles           | Le valli fertili                  | 21 ottobre 1978   |
| 05 | Les premiers empires           | I primi imperi                    | 28 ottobre 1978   |
| 06 | Le siècle de Périclès          | Il secolo di Pericle              | 4 novembre 1978   |
| 07 | Pax Romana                     | La pax Romana                     | 11 novembre 1978  |
| 08 | Les conquêtes de l'Islam       | Le conquiste dell'Islam           | 18 novembre 1978  |
| 09 | Les Carolingiens               | I Carolingi                       | 25 novembre 1978  |
| 10 | L'âge des Vikings              | I Vichinghi                       | 2 dicembre 1978   |
| 11 | Les bâtisseurs de cathédrales  | I costruttori di Cattedrali       | 9 dicembre 1978   |
| 12 | Les voyages de Marco Polo      | I viaggi di Marco Polo            | 16 dicembre 1978  |
| 13 | La guerre de Cent Ans          | La Guerra dei cent'anni           | 23 dicembre 1978  |
| 14 | Le Quattrocento                | L'uomo del Quattrocento           | 30 dicembre 1978  |
| 15 | Le siècle d'or espagnol        | Il secolo d'oro della Spagna      | 6 gennaio 1979    |
| 16 | L'Angleterre d'Élisabeth       | L'Inghilterra di Elisabetta       | 13 gennaio 1979   |
| 17 | L'âge d'or des provinces unies | L'età d'oro delle province unite  | 20 gennaio 1979   |
| 18 | Le grand siècle de Louis XIV   | Il grande secolo di Luigi XIV     | 27 gennaio 1979   |
| 19 | Pierre le Grand et son époque  | Pietro il Grande e la sua epoca   | 3 febbraio 1979   |
| 20 | Le siècle des Lumières         | Il secolo dei Lumi                | 3 marzo 1979      |
| 21 | L'Amérique                     | L'America                         | 10 marzo 1979     |
| 22 | La révolution française        | La rivoluzione francese           | 17 marzo 1979     |
| 23 | Le printemps des peuples       | La primavera dei popoli           | 24 marzo 1979     |
| 24 | Ah, la belle époque            | Ah, la Bella epoque!              | 31 marzo 1979     |
| 25 | Les années folles              | Gli anni folli                    | 7 aprile 1979     |
| 26 | Il était une fois… la Terre    | C'era una volta la Terra          | 14 aprile 1979    |

## Produzione
Oltre a Procidis, numerosi soggetti hanno partecipato alla produzione della serie:
1. France 3
2. Société Radio-Canada
3. Rai
4. SRG SSR
5. Radio Télévision Belge Francophone
6. Belgische Radio en Televisie
7. Katholieke Radio Omroep (KRO)
8. Norsk rikskringkasting (NRK)
9. Sveriges Radio
10. Radiotelevisión Española (RTVE)
11. Access Alberta
12. Tatsunoko Production
13. Canadian Broadcasting Corporation (CBC)

## Home video
In Italia la serie venne pubblicata per la prima volta in 13 VHS (contenenti 2 episodi ciascuna) dalla De Agostini con il doppiaggio Rai nel 1991, per essere poi riproposta nel 1996 in 26 VHS con il doppiaggio Mediaset. Anche in DVD, nel 2008, sempre la De Agostini l'ha editata con il doppiaggio Rai. Nel 2019 la Dynit pubblica la serie in un cofanetto con quattro DVD contenente il doppiaggio Mediaset. Quest'ultima versione include la sigla di Cristina D'Avena, Conosciamoci un po'. In allegato alle VHS e ai DVD in uscita, in oltre, venivano distribuiti dei fascicoli e dei modellini dei vari personaggi.